# Cornelis Bos
Cornelis Bos född omkring 1508, död före 1555, var en nederländsk grafiker.
Bos kom till Rom på 1530-talet och började där arbeta med groteskornamentik med inspiration från Agostino Veneziano och Enea Vico. Han återvänder senare till Nordeuropa och blir där introduktör av groteskornamentiken. Han inspirerade där konstnärer som Jakob Colyn, Hieronymus Cock, Cornelis Floris och Pieter van Aelst.